# Lagunillas, Ahuacuotzingo
Lagunillas är en ort i Mexiko.   Den ligger i kommunen Ahuacuotzingo och delstaten Guerrero, i den sydöstra delen av landet, 180 km söder om huvudstaden Mexico City. Lagunillas ligger 1 174 meter över havet och antalet invånare är 193.
Terrängen runt Lagunillas är lite bergig. Runt Lagunillas är det glesbefolkat, med 18 invånare per kvadratkilometer. Närmaste större samhälle är Olinalá, 19,5 km öster om Lagunillas. I omgivningarna runt Lagunillas växer huvudsakligen savannskog.